# WABCO
WABCO Vehicle Control Systems è un'azienda produttrice di sistemi di frenatura pneumatica ed elettronica, controllo di stabilità, sospensioni pneumatiche e sistemi di automazione di trasmissione per veicoli commerciali pesanti.
Fondata negli USA nel 1869 da George Westinghouse come Westinghouse Air Brake Company, WABCO è stata acquisita da American Standard Companies nel 1968 e scorporata nel 2007. Con sede a Bruxelles, in Belgio, WABCO impiega oltre 8.100 persone in 31 paesi nel mondo. Nel terzo trimestre del 2008, le vendite totali sono stati pari a 655 milioni con un aumento del 10% rispetto all'anno precedente. La WABCO è una società quotata in borsa ed è quotata al New York Stock Exchange come WABCO Holdings Inc, con il simbolo di borsa WBC.
Dal 2020 è posseduta dalla ZF Friedrichshafen AG.

## Storia

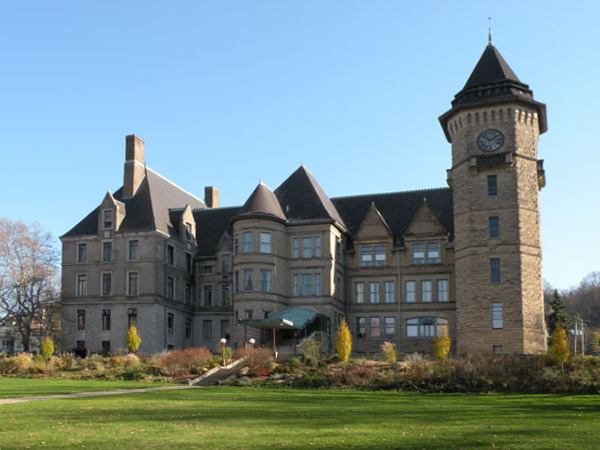
La sede generale della Westinghouse Air Brake Company a Wilmerding, costruzione del 1890

The Westinghouse Air Brake Company (WABCO) fu fondata 28 settembre 1869 da George Westinghouse a Pittsburgh, Pennsylvania, dopo aver inventato il freno ad aria ferroviario a New York. Successivamente venne costruito a Pittsburgh lo stabilimento, e negli anni vennero erette abitazioni e infrastrutture per i dipendenti. Nel 1889, lo stabilimento venne spostato a Wilmerding, Pennsylvania, e lì costruito il quartier generale nel 1890.

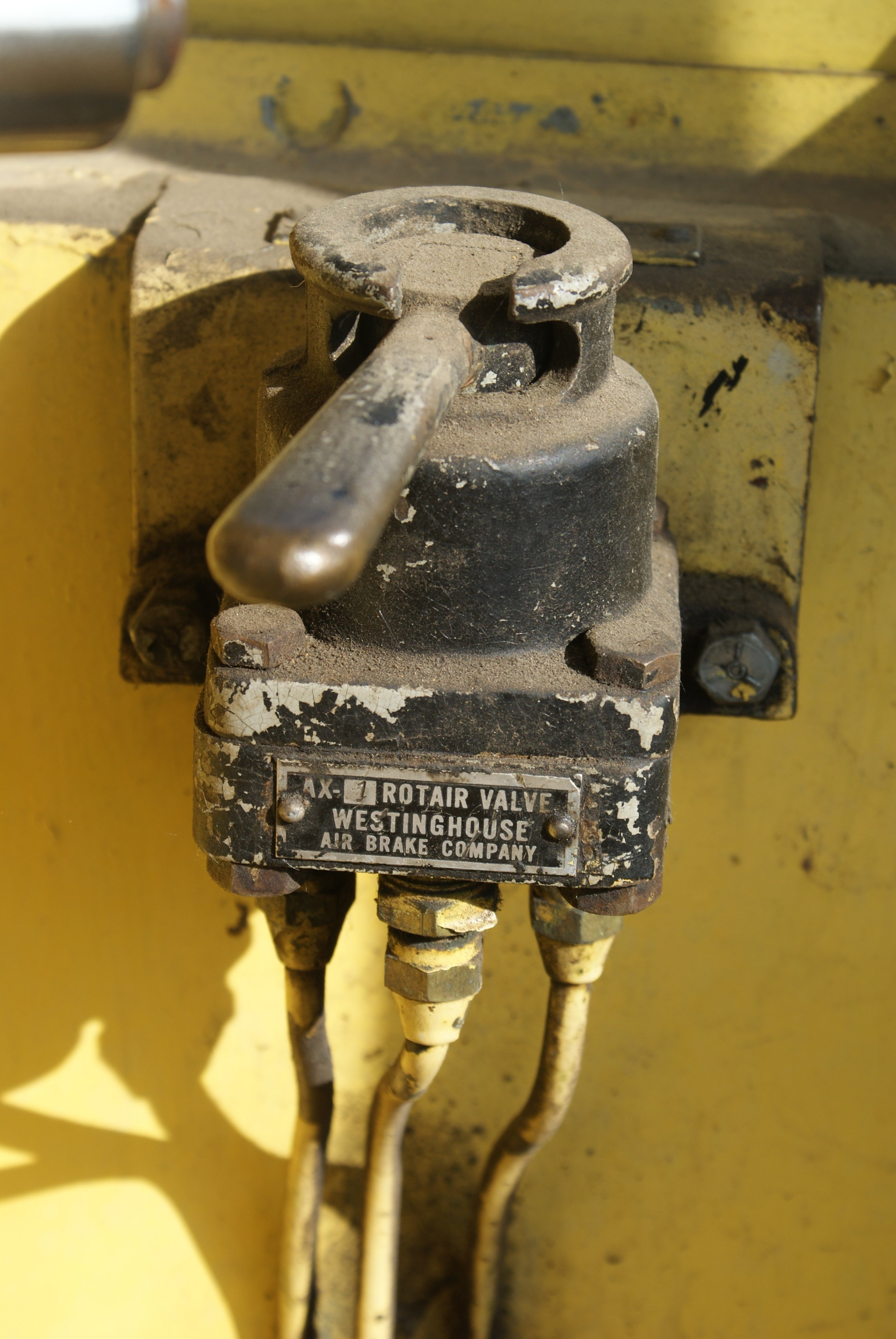
Westinghouse Air Brake Company "Rotair Valve"

Wilmerding è una piccola cittadina a 14 miglia da Pittsburgh, all'epoca abitata solo da 5.000 persone. Il Socialismo fu molto presente a Wilmerding, borgo di contadini non violenti. Fu pensato come “The Ideal Town” per la WABCO per la sua vicinanza cona la Pennsylvania Railroad. La compagnia assunse circa 3.000 cittadini da Pittsburgh, ma una buona parte era di Wilmerding. Le condizioni di lavoro alla Westinghouse Air Brake Company (WA&B) furono molto buone per l'epoca: nel 1869 fu una delle prime aziende ad applicare un orario giornaliero di lavoro di 9 ore per 55 ore settimanali. WA&B fu la prima azienda in America ad applicare il sabato semi festivo (pomeriggio). Altri miglioramenti al welfare aziendale furono introdotti.
Fino al 1905 oltre 2.000.000 di vetture e 89.000 locomotori furono equipaggiati con i sistemi frenanti Westinghouse Air Brakes. Le prime crisi economiche fecero andare in decadenza il sito di Wilmerding; la cittadina dipendeva quasi interamente dalla prosperità della Air Brake Company.
Durante questo periodo la cittadina ebbe scuole nuove, edifici nuovi per i dipendenti, attività culturali extra lavorative, come la YMCA. WA&B creò anche una cassa malattia per i dipendenti. Ad ogni dipendente al di sotto dei 50 anni era permesso associarsi, dopo controllo medico. Il premio dell'assicurazione andava da 50 cents a 1,5 US$. Come da cronache locali del "Wilmerding News" durante questo periodo circa il 76% degli impiegati WA&B furono associati all'azienda.

## Il sistema frenante ad aria
Nel 1872, George Westinghouse inventò il sistema frenante ad aria per ferrovie, equipaggiando ogni vagone con un serbatoio d'aria, collegato agli altri vagoni ed alimentato dal compressore d'aria sulla locomotiva. L'aria rimane in pressione nel circuito, quando il freno non è azionato.
Azionando il freno dalla locomotiva, l'aria aziona la valvola a tripla azione presente su ogni vagone. L'invenzione del sistema frenante ad aria per i treni presentava il problema di modulare la frenata su ogni vagone, azionando il freno sull'ultima carrozza per ultimo rispetto ai primi vagoni vicino al locomotore. Per rimediare, George Westinghouse inventò la valvola a tripla azione nel 1887. Automaticamente la valvola sfiata l'aria nel caso l'aria arrivasse prima rispetto ad altri vagoni.
Sui treni a funzionamento elettrico (locomotiva elettrica) un compressore d'aria era necessario fosse azionato da un motore elettrico. La Westinghouse Electric & Manufacturing Company ne produceva anche per altre compagnie.

## Sviluppi della compagnia
La Westinghouse Air Brake continua a produrre sotto diversi marchi. La compagnia non ha più l'importanza di un tempo come ai tempi del sito di Pittsburgh ma il nome Westinghouse e WABCO sono ancora presenti.
La fusione della WABCO di Wilmerding con la MotivePower Industries formò la Wabtec. La parte della WABCO che produce sistemi frenanti per veicoli stradali, come camion e altri mezzi pesanti, è controllata dalla WABCO Holdings Inc., con sede a Bruxelles in Belgio. La WABCO Holdings Inc. nel 2007 diventa pubblica su cessione della American Standard Companies, proprietaria della WABCO per 30 anni.
Nel febbraio 2019 la seconda sede (europea) passa da Bruxelles a Berna. Alla fine di marzo 2019 il costruttore tedesco ZF Friedrichshafen compra WABCO per 7 miliardi di US$. Il passaggio azionario completo avviene il 29 maggio 2020.